# Half Nelson
Half Nelson är en amerikansk dramafilm från 2006 i regi av Ryan Fleck, skriven av Anna Boden och Ryan Fleck. Medverkar gör bland andra Ryan Gosling, Shareeka Epps och Anthony Mackie. Musiken i filmen gjordes av det kanadensiska bandet Broken Social Scene.
Filmen premiärvisades i samband med Sundance Film Festival. Ryan Gosling blev nominerad för en Oscar i kategorin bästa manliga huvudroll för sin medverkan i filmen.

## Handling
Filmen handlar om en engagerad högstadielärare, Dan Dunne (Ryan Gosling), i Brooklyn. Han ger inspirerande föreläsningar men har privat ett kämpigt liv. Dan begraver sina personliga besvikelser i ett drogmissbruk, men blir en dag påkommen av en elev, Drey (Shareeka Epps).

## Medverkande (urval)
- Ryan Gosling – Dan Dunne
- Shareeka Epps – Drey
- Anthony Mackie – Frank
- Monique Gabriela Curnen – Isabel
- Denis O'Hare – Jimbo